# Mello da Gubbio
Mello da Gubbio (Gubbio, vers 1285  - vers 1350 ) est un peintre italien de l'école ombrienne, qui a été actif à Gubbio entre  1330 et 1360.

## Biographie
Passant toute sa vie à Gubbio, il y domine la vie artistique, faisant de cette ville un important centre artistique. Il y fonde une dynastie d'artistiques, active jusqu'au XVe siècle.

## Œuvres

### Martyres des saints Jacques et Marien

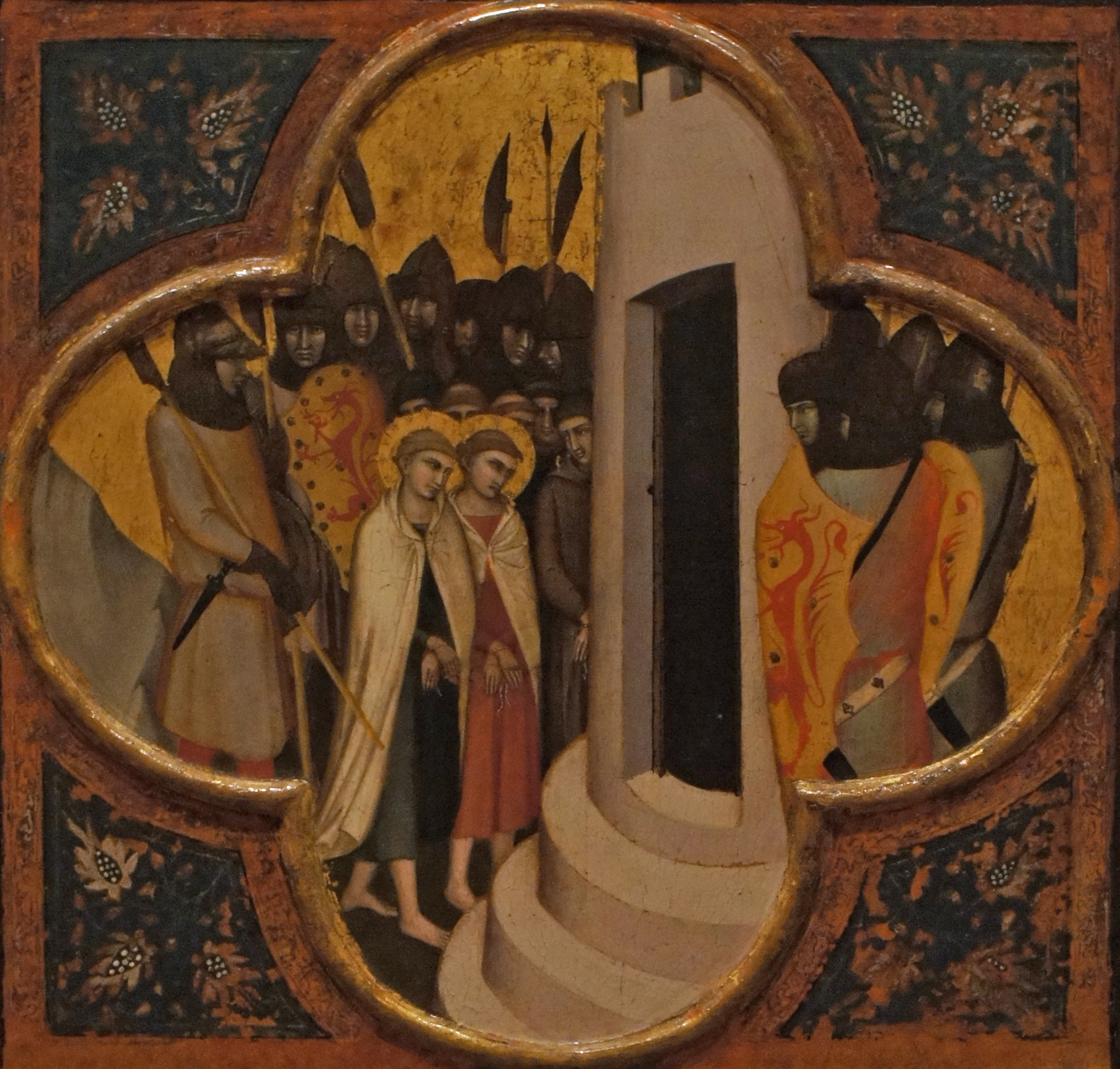
Saint Jacques et saint Marien conduits en prison
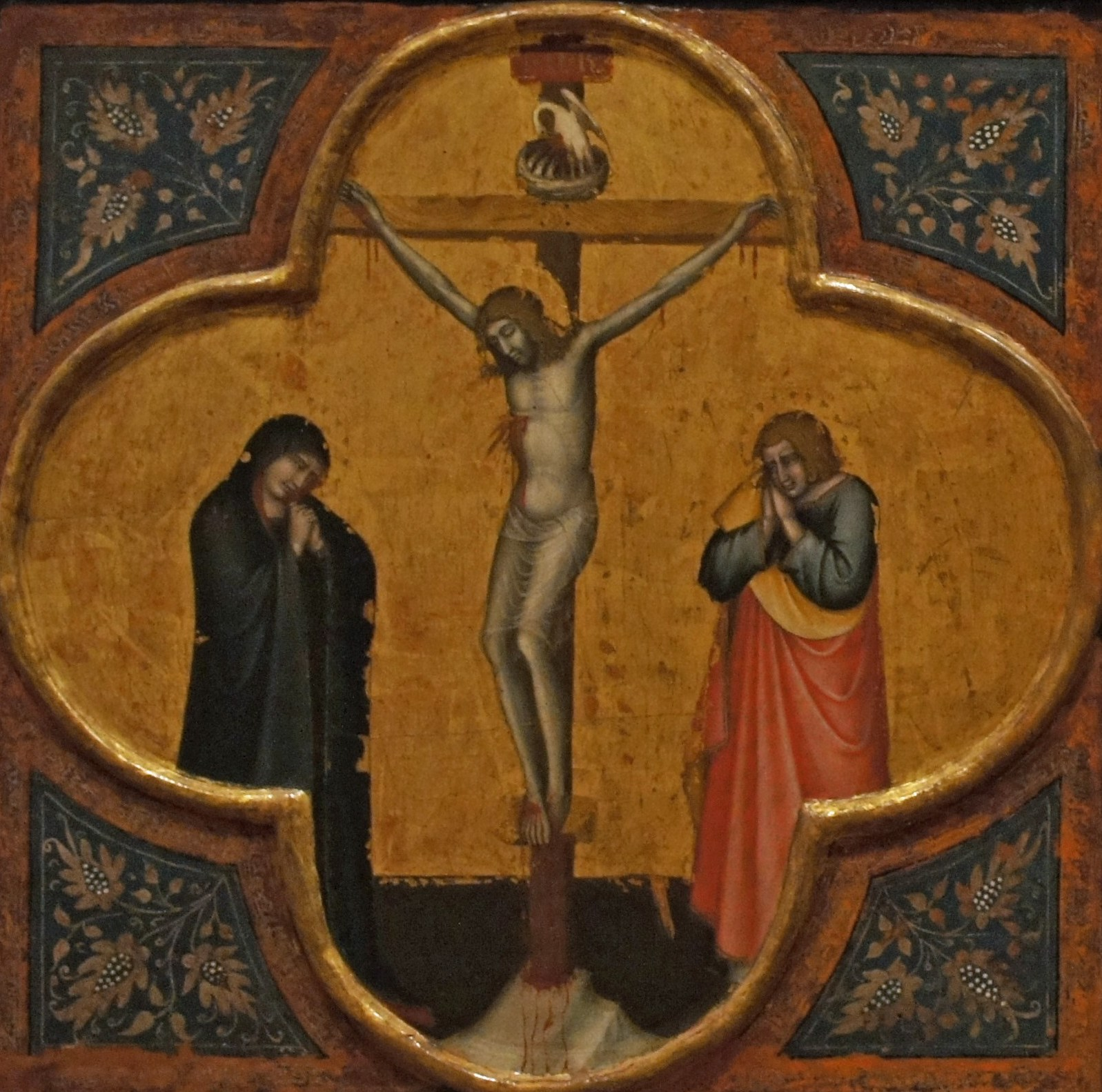
Crucifixion
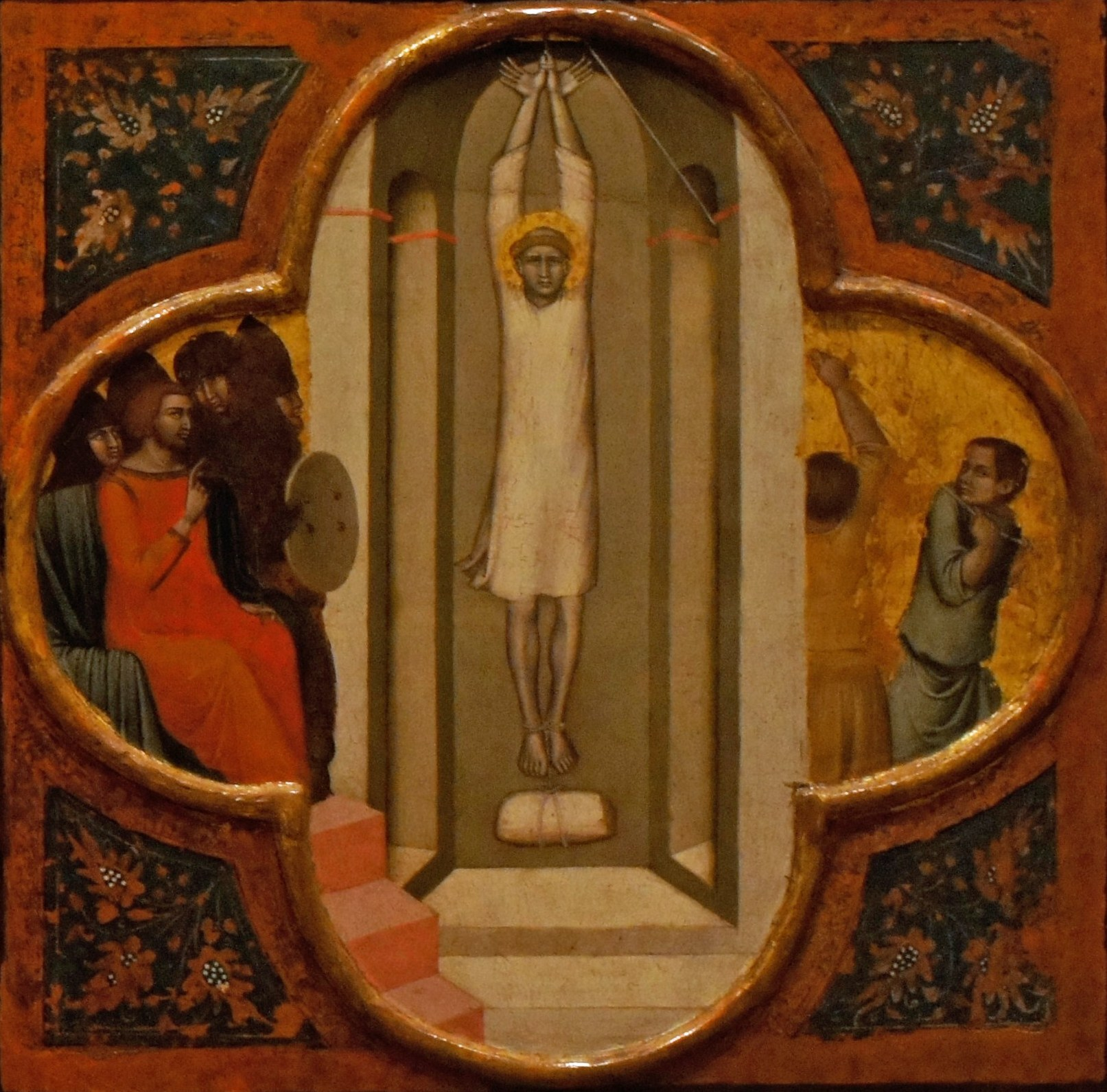
Martyre de saint Marien

D'abord installé à la cathédrale de Gubbio en 1844, l'oeuvre rejoint par achat le musée des beaux-arts de Nancy en 1905. D'abord attribué par Bernard Berenson (1968) à Guido Palmerucci, la signature Opus Melli de Eugobio découverte par  F. Santi (1979) la rend à Mello da Gubbio (comme beaucoup d'œuvres attribuées auparavant à Palmerucci).
Fidèle au style de Gubbio qui emprunte à celui de Sienne : les coloris à fonds d'or sont riches et précieux, les scènes sont entourées de cadres quadrilobés, les écoinçons ornés de dessins floraux réalisés sur des feuilles d'argent. Le dessin, élégant, est aussi empreint de réalisme humain dans les expressions du visage qui annonce une sensibilité nouvelle, qui est l'apport de da Gubbio à l'histoire de la peinture.

### Autres œuvres
- Crucifix,  Duomo,  Pergola
- Crucifix,  église  San Francesco,  Pergola
- San Gregorio e Santa Maria Maddalena, panneaux de polyptyque, Pinacoteca Civica di Forlì, avec (ou peut-être de) Guiduccio Palmerucci.

## Postérité
Comme nombre de primitifs italiens, Mello da Gubbio tombe dans l'oubli avant que sa signature soit découverte à l'occasion d'une restauration  du Martyres des saints Jacques et Marien, lançant une période de recherche biographique.